# François Faure
Pour les articles homonymes, voir Faure.
Pour l'évêque d'Amiens, voir François Ier Faure.
François Faure né le 21 février 1897 à Paris et mort le 29 juin 1982 à Fleury-Mérogis est un résistant français, Compagnon de la Libération par décret du 17 novembre 1945.

## Biographie
Fils de l'historien d'art Élie Faure (1873-1937), François Faure s'engage en février 1915 dans l'armée. Lorsque la Seconde Guerre mondiale éclate, il est mobilisé et fait la campagne de 1940 comme officier capitaine (lieutenant colonel) de chars. Fait prisonnier le 22 mai 1940, il est interné à l’Oflag IV-D. En juin 1940, il entend le message du général de Gaulle dans son camp. Il s’évade en novembre 1940 et regagne la France. Il participe à divers mouvements de résistance sous le pseudonyme de « Paco ». 
En octobre 1941, il rentre dans la Confrérie Notre-Dame (CND) par l’intermédiaire d’une amie, Mme Jourdain. Frantz Jourdain lui présente Pierre Julitte, qui vient d’être parachuté de Londres pour organiser le service radio de la CND. Julitte lui présente Rémy, qui était à la recherche d’un adjoint. Sa tâche essentielle est de contacter un maximum de personnes. Il recrute notamment Jacques Robert, un des directeurs des champagnes Mercier, Marcel Verrière, le directeur de la Banque mobilière privée, et Roger Dumont, propriétaire du Tennis-Club Mirabeau. En novembre, il retrouve Louis François, qui lui présente Pierre Brossolette, lequel s’occupait avec Louis François des revues de presse françaises et allemandes.
En février 1942, il prend la direction du réseau en l’absence de Rémy. Il participe à la transmission à Londres des informations de la source Neptune (un officier de marine autrichien qui donna les coordonnées d’un rendez-vous de trois sous-marin allemands). À son arrivée à Londres, Paco reçoit les félicitations de la Royal Navy qui avait coulé deux des trois navires. En mars 1942, par l’intermédiaire de Marcel Prenant, son camarade de captivité pendant la Première Guerre mondiale, Paco rencontre les cadres du Parti communiste clandestin, qui lui confient la mission d’offrir au général de Gaulle la proposition de collaboration des communistes. Le 27 mars 1942, Paco prend l’avion pour Londres en même temps que Christian Pineau et transmet le courrier des communistes au général de Gaulle. Il reçoit des instructions pour remettre au PC l’accord de tous les services français et anglais. Il est chargé aussi d'organiser avec la structure de la CND l’envoi de 20 postes émetteurs aux communistes dès avril 1942. 
Le 10 avril 1942, l’avion qui transporte Paco pour son parachutage doit faire demi-tour au-dessus de la Bretagne à cause du mauvais temps. Le 25 avril, accompagné de Christian Pineau, Paco se pose en Normandie, près de Saint-Saëns. Paco était alors agent général des entreprises Jacques Steeg, qui avait une usine à Saint-Saëns. Faure avait créé un groupe de résistants dirigé par un employé de l’usine, Marcel Legardien, dont le père tenait un café qui servait d’asile pour le terrain d’atterrissage. Ce terrain servit notamment au départ de Rémy, Julitte et Brossolette. Pendant quinze jours, Paco et Rémy travaillent avec des représentants du PC, dont Joseph, puis Georges Beaufils (colonel Drumont). Paco participe aussi aux rencontres avec le colonel Touny et des membres de l’Organisation civile et militaire. Le 15 mai 1942, Paco est arrêté par le SD. Deux agents d’un autre réseau breton, dont certains travaillaient pour la CND, recherchaient le contact avec Londres par suite d’arrestations les ayant coupés de leurs liaisons habituelles. Rémy les manqua pour une erreur d’horaire et Paco retourna au second rendez-vous avec ces agents, mais ceux-ci étaient filés par les services allemands. Il fut interrogé et déporté à Natzweiler-Struthof, puis à Dachau, d’où il fut rapatrié le 15 mai 1945. 
Après guerre, il fonde l'Amicale des déportés de Natzweiler-Struthof en 1950.

## Distinctions
- Officier de la Légion d'honneur.
- Compagnon de la Libération par décret du 17 novembre 1945[9].
- Croix de guerre 1914–1918.
- Croix de guerre 1939–1945 (trois citations).
- Croix de guerre des Théâtres d'opérations extérieurs, palme de bronze.
- Médaille des évadés.
- Croix du combattant volontaire.
- Croix militaire (GB).
- Croix de Guerre (Pologne).
- Croix de Guerre (Lettonie).